# Jan Polák (Fußballspieler, 1989)
Jan Polák (* 26. März 1989 in Liberec) ist ein tschechischer Fußballspieler.

## Vereinskarriere
Jan Polák begann mit dem Fußballspielen im Alter von sieben Jahren bei Slovan Liberec. Er durchlief alle Jugendmannschaften und wurde zur Saison 2006/07 von der A-Jugend in den Profikader berufen. Sein Debüt in der Gambrinus Liga feierte das Abwehrtalent am 12. März 2007 im Heimspiel seines Klubs gegen Slavia Prag. Im Verlauf der Saison kam Polák auf drei weitere Einsätze über 90 Minuten.
Im Februar 2009 wurde Polák bis zum Saisonende 2008/09 an den FC Viktoria Pilsen ausgeliehen. Zur Saison 2009/10 kehrte er nach Liberec zurück. Im Juli 2010 wechselte der Verteidiger auf Leihbasis für eine Saison zum Erstligaaufsteiger FK Ústí nad Labem. Nach seiner Rückkehr zu Slovan Liberec wurde er am Ende der Saison 2011/12 tschechischer Meister.
Ende August 2012 wechselte Polák zum polnischen Erstligisten Piast Gliwice. Er unterschrieb einen Einjahresvertrag bis Ende Juni 2013.

## Nationalmannschaft
Jan Polák spielte von 2004 bis 2005 für die tschechische U-16-Auswahl, in der folgenden Saison für die U-17. 2006 lief er für das U-18-Team auf, seit 2007 wird er in der U-19-Nationalmannschaft eingesetzt. 2007 stand er im europäischen Aufgebot beim UEFA-CAF Meridian Cup.

## Trivia
- Zur Unterscheidung von seinem Namensvetter Jan Polák wird er in den Printmedien als Jan Polák II bezeichnet.